# Гамжик, Павол
Павол Гамжик (словац. Pavol Hamžík; 20 августа 1954, Тренчин, ЧССР) — словацкий политический, государственный и дипломатический деятель. Министр иностранных дел Словакии (1996—1997). Вице-премьер-министр Словацкой Республики по вопросам европейской интеграции (1998—2001). Чрезвычайный и Полномочный Посол Словакии в ФРГ (1994—1996) и на Украине (2009—2013). Доктор права.

## Биография
В 1978 году окончил юридический факультет Университет им. Коменского в Братиславе. В 1989—1991 годах обучался в Дипломатической Академии МИД России в Москве.
После окончания Братиславского университета работал юристом в Институте машиностроения в Тренчине.
В 1984—1989 годах — видный деятель Компартии Чехословакии.
В 1984—1992 годах — на дипломатической работе в Министерства иностранных дел Чехословакии.
Был консулом посольства ЧССР в Дании.
В 1993—1994 годах был руководителем словацкой правительственной делегации и Постоянной Миссии Словакии при Организации по безопасности и сотрудничеству в Европе; на переговорах по разоружению Договора об обычных вооруженных силах в Европе и Договора по открытому небу.
В 1994—1996 гг. — Чрезвычайный и Полномочный Посол Словацкой Республики в Федеративной Республике Германия.
В 1996—1997 годах — член Народной партии — Движение за демократическую Словакию.
С августа 1996 по июнь 1997 года — Министр иностранных дел Словацкой Республики и член Совета национальной безопасности. После референдума в Словакии 1997 года ушёл в отставку.
В 1997—1998 годах — на юридической работе. Один из соучредителей политической Партии гражданского понимания. На парламентских выборах 1998 года был избран в Национальный совет Словацкой Республики.
Вице-премьер-министр Словацкой Республики по вопросам европейской интеграции (1998—2001).
В 1999—2002 годах — председатель Партии гражданского понимания.
В 2001—2002 годах — член Конвента за будущее Европы, представитель от Национального Совета Словацкой Республики.
В 2006—2009 годах — генеральный государственный советник МИД Словацкой Республики; советник Премьер-министра Словацкой Республики по вопросам внешней политике. Представитель Словакии на переговорах по подписанию Лиссабонского договора (2007).
В 2009—2013 годах — Чрезвычайный и Полномочный Посол Словакии в Киеве (Украина). Посол по особым поручениям по энергетической безопасности с 2014 года.
Владеет английским, немецким, русским, чешским, венгерским, французским языками.